# Joseph François Garnier
Joseph-François Garnier (Làurias, Valclusa, 18 de juny de 1755 - Neuilly-sur-Seine, 31 de març de 1825), fou un oboista i compositor francès.
S'han publicat entre les seves obres més notables: un Concert per a oboè; unes Danses de concert, per a dos oboès, flauta, oboè i fagot; un duetto per a oboè i violí, i un excel·lent Mètode d'oboè, que fou reeditat el primer quart de segle xx.
Malgrat que les seves restes no reposen en la població on va néixer. La seva vila nadiua (Làurias) donà el seu nom a l'Escola de Música de la població, el 25 d'abril de 2010.